# Левицкий, Роман Ильич
Роман Ильич Левицкий (в ряде источников Левитский; 1855—1886) — российский богослов, доцент Московской духовной академии.

## Биография
Роман Левицкий родился в 1855 году в городе Путивле, Курской губернии (ныне Сумская область, Украина) в семье священника. Получил образование в Белгородской духовной семинарии и Московской духовной академии. 
По окончании академического курса Роман Ильич Левицкий был оставлен при МДА и начал курс лекций по основам теологии, привлекавший большое количество слушателей со всех курсов Академии. 
В 1880 году он женился, но, смерть любимой жены уже через несколько месяцев после свадьбы, привела его к нервному срыву и 22 февраля 1886 года Роман Ильич Левицкий скоропостижно скончался в родном городе, едва достигнув тридцатилетнего возраста. 
Перу Р. И. Левицкого принадлежат «апологические очерки», подписанные инициалами «Р. Л.» и напечатанные в «Православном обозрении», среди которых наиболее известны следующие: «Тело воскресшего Христа Спасителя» (1880, книга 8); «О нравственном учении христианства» (книга 9); «Необходимость, возможность и метод научного оправдания христианства» (1881, кн. 1, 4, 6—7) и «Доказательства бытия Божия и их действительное значение» (книга 8).